# Ruslan Masjurenko
Ruslan Masjurenko, född den 13 mars 1971, är en ukrainsk judoutövare.
Han tog OS-brons i herrarnas mellanvikt i samband med de olympiska judotävlingarna 2000 i Sydney.